# エリーズ・メルテンス
エリーズ・メルテンス（Elise Mertens, 1995年11月17日 - ）は、ベルギー・ルーヴェン出身の女子プロテニス選手。2018年の全豪オープン女子シングルスでベスト4に入った選手である。これまでにWTAツアーでシングルス10勝、ダブルス21勝を挙げている。身長179cm、体重67kg。右利き、バックハンド・ストロークは両手打ち。WTAランキング最高位はシングルス12位、ダブルス1位。

## 来歴
ベルギーの2強豪キム・クライシュテルスとジュスティーヌ・エナンがテニス界を席巻するのを見て育ったメルテンスは、2015年よりクライシュテルスのテニス・アカデミーにてトレーニングを開始した。
4大大会では2016年全米オープンで予選を勝ち上がり初出場した。1回戦で第3シードのガルビネ・ムグルサに 6-4, 0-6, 3-6 で敗れた。
2017年1月のホバート大会の決勝でモニカ・ニクレスクを 6-3, 6-1 で破りWTAシングルスツアー初優勝を果たした。2017年全仏オープンでは1回戦で第24シードのダリア・ガブリロワを 7-6(4), 1-6, 6-4 で破り3回戦まで進出した。
2018年はホバート大会で連覇を達成した。2018年全豪オープンではノーシードから勝ち上がり準々決勝でエリナ・スビトリナを 6-4, 6-0 で破りベスト4に進出した。準決勝では優勝したキャロライン・ウォズニアッキに 3-6, 6-7(2) で敗れた。
2018年11月26日付のランキングで自己最高の12位を記録している。
ダブルスではアリーナ・サバレンカと組み2019年3月のBNPパリバ・オープンとマイアミ・オープンで連続優勝した。9月の全米オープンでもビクトリア・アザレンカ＆アシュリー・バーティ組を 7-5, 7-5 で破り初の4大大会タイトルを獲得した。
2021年2月の全豪オープンも引き続きサバレンカと組み第2シードとして出場、バルボラ・クレイチコバ＆カテリナ・シニアコバ組を 6-2, 6-3 のストレートで下して優勝した。これによりメルテンスは、全豪オープンのダブルス種目において決勝進出および優勝を果たした初のベルギー人となった。その後、4月にベロニカ・クデルメトワと出場したイスタンブール・カップでも優勝を果たすと、5月10日付のダブルス世界ランキングで1位の座を獲得した。ベルギー勢としてはキム・クライシュテルスに次ぐ2人目の功績である。謝淑薇をパートナーとして第5シードで挑んだ7月のウィンブルドンでは、ロシアのベロニカ・クデルメトワ＆エレーナ・ベスニナ組に2度のマッチポイントを握られながらも 3-6, 7-5, 9-7 で激闘を制し、同年2個目となるグランドスラムタイトルを獲得した。更に10月のインディアンウェルズでも謝と優勝を果たすと、WTAファイナルズの出場権を獲得、準優勝した。

## WTAツアー決勝進出結果

### シングルス: 16回 (10勝6敗)
| 大会グレード                  | 大会グレード  |
| 2020年以前                    | 2021年以後    |
| ----------------------------- | ------------- |
| グランドスラム (0–0)          |               |
| WTAファイナルズ (0–0)         |               |
| プレミア・マンダトリー (0–0)  | WTA1000 (0–0) |
| プレミア5 (0–0)               | WTA1000 (0–0) |
| WTAエリート・トロフィー (0–0) |               |
| プレミア (1–0)                | WTA500 (1–0)  |
| インターナショナル (4–3)      | WTA250 (3–3)  |

| 結果   | No. | 決勝日         | 大会               | サーフェス         | 対戦相手                   | スコア         |
| ------ | --- | -------------- | ------------------ | ------------------ | -------------------------- | -------------- |
| 優勝   | 1.  | 2017年1月14日  | ホバート           | ハード             | モニカ・ニクレスク         | 6-3, 6-1       |
| 準優勝 | 2.  | 2017年4月30日  | イスタンブール     | クレー             | エリナ・スビトリナ         | 2-6, 4-6       |
| 優勝   | 3.  | 2018年1月13日  | ホバート           | ハード             | ミハエラ・ブザルネスク     | 6-1, 4-6, 6-3  |
| 優勝   | 4.  | 2018年4月15日  | ルガーノ           | クレー             | アリーナ・サバレンカ       | 7-5, 6-2       |
| 優勝   | 5.  | 2018年5月5日   | ラバト             | クレー             | アイラ・トムリャノビッチ   | 6-2, 7-6 (7-4) |
| 優勝   | 6.  | 2019年2月16日  | ドーハ             | ハード             | シモナ・ハレプ             | 3-6, 6-4, 6-3  |
| 準優勝 | 7.  | 2020年8月16日  | プラハ             | クレー             | シモナ・ハレプ             | 2-6, 5-7       |
| 準優勝 | 8.  | 2020年11月15日 | リンツ             | ハード（インドア） | アリーナ・サバレンカ       | 5-7, 2-6       |
| 優勝   | 9.  | 2021年2月6日   | メルボルン         | ハード             | カイア・カネピ             | 6-4, 6-1       |
| 準優勝 | 10. | 2021年4月25日  | イスタンブール     | クレー             | ソラナ・チルステア         | 1-6, 6-7 (3-7) |
| 優勝   | 11. | 2022年10月9日  | モナスティル       | ハード             | アリーゼ・コルネ           | 6–2, 6–0       |
| 優勝   | 12. | 2023年10月22日 | モナスティル       | ハード             | ジャスミン・パオリーニ     | 6–3, 6–0       |
| 準優勝 | 13. | 2024年1月13日  | ホバート           | ハード             | エマ・ナヴァッロ           | 1–6, 6–4, 5–7  |
| 準優勝 | 14. | 2025年1月11日  | ホバート           | ハード             | マッカートニー・ケスラー   | 4–6, 6–3, 0–6  |
| 優勝   | 15. | 2025年2月2日   | シンガポール       | ハード             | アン・リー                 | 6–1, 6–4       |
| 優勝   | 16. | 2025年6月15日  | スヘルトーヘンボス | 芝                 | エレナ＝ガブリエラ・ルース | 6-3, 7-6 (7-4) |

### ダブルス: 36回 (22勝14敗)
| 結果   | No. | 決勝日         | 大会                 | サーフェス         | パートナー               | 対戦相手                                                    | スコア                   |
| ------ | --- | -------------- | -------------------- | ------------------ | ------------------------ | ----------------------------------------------------------- | ------------------------ |
| 優勝   | 1.  | 2016年1月9日   | オークランド         | ハード             | アン＝ソフィー・メスタフ | ダンカ・コビニッチ バルボラ・ストリコバ                     | 2-6, 6-3, [10-5]         |
| 準優勝 | 2.  | 2017年4月30日  | イスタンブール       | クレー             | ニコール・メリチャー     | ダリラ・ヤクポビッチ ナディヤ・キチェノク                   | 6-7 (6-8) , 2-6          |
| 準優勝 | 3.  | 2017年7月23日  | ブカレスト           | クレー             | デミ・シュールス         | イリーナ＝カメリア・ベグ ラルカ・オラル                     | 3-6, 3-6                 |
| 優勝   | 4.  | 2017年9月23日  | 広州                 | ハード             | デミ・シュールス         | モニク・アダムチャック ストーム・サンダース                 | 6-2, 6-3                 |
| 優勝   | 5.  | 2018年1月13日  | ホバート             | ハード             | デミ・シュールス         | リュドミラ・キチェノク 二宮真琴                             | 6-2, 6-2                 |
| 優勝   | 6.  | 2018年4月15日  | ルガーノ             | クレー             | キルステン・フリプケンス | ベラ・ラプコ アリーナ・サバレンカ                           | 6-1, 6-3                 |
| 優勝   | 7.  | 2018年6月16日  | スヘルトーヘンボス   | 芝                 | デミ・シュールス         | キキ・ベルテンス キルステン・フリプケンス                   | 3-3, 途中棄権            |
| 準優勝 | 8.  | 2018年6月24日  | バーミンガム         | 芝                 | デミ・シュールス         | ティメア・バボシュ クリスティナ・ムラデノビッチ             | 6-4, 3-6, [8-10]         |
| 準優勝 | 9.  | 2018年8月19日  | シンシナティ         | ハード             | デミ・シュールス         | ルーシー・ハラデツカ エカテリーナ・マカロワ                 | 2-6, 5-7                 |
| 優勝   | 10. | 2018年9月29日  | 武漢                 | ハード             | デミ・シュールス         | アンドレア・セスティニ・フラバーチコバ バルボラ・ストリコバ | 6-3, 6-3                 |
| 優勝   | 11. | 2019年3月16日  | インディアンウェルズ | ハード             | アリーナ・サバレンカ     | バルボラ・クレイチコバ カテリナ・シニアコバ                 | 6-3, 6-2                 |
| 優勝   | 12. | 2019年3月31日  | マイアミ             | ハード             | アリーナ・サバレンカ     | サマンサ・ストーサー 張帥                                   | 7-6(7-5), 6-2            |
| 優勝   | 13. | 2019年9月8日   | 全米オープン         | ハード             | アリーナ・サバレンカ     | ビクトリア・アザレンカ アシュリー・バーティ                 | 7-5, 7-5                 |
| 準優勝 | 14. | 2019年9月28日  | 武漢                 | ハード             | アリーナ・サバレンカ     | 段瑩瑩 ベロニカ・クデルメトワ                               | 6-7(3-7), 2-6            |
| 優勝   | 15. | 2020年10月25日 | オストラヴァ         | ハード（インドア） | アリーナ・サバレンカ     | ガブリエラ・ダブロウスキー ルイーザ・ステファニー           | 6-1, 6-3                 |
| 優勝   | 16. | 2021年2月20日  | 全豪オープン         | ハード             | アリーナ・サバレンカ     | バーボラ・クレイチコバ カテリーナ・シニアコバ               | 6-2, 6-3                 |
| 優勝   | 17. | 2021年4月25日  | イスタンブール       | クレー             | ベロニカ・クデルメトワ   | 日比野菜緒 二宮真琴                                         | 6-1, 6-1                 |
| 優勝   | 18. | 2021年7月10日  | ウィンブルドン       | 芝                 | 謝淑薇                   | ベロニカ・クデルメトワ エレーナ・ベスニナ                   | 3-6, 7-5, 9-7            |
| 優勝   | 19. | 2021年10月16日 | インディアンウェルズ | ハード             | 謝淑薇                   | ベロニカ・クデルメトワ エレーナ・リバキナ                   | 7-6(7-1), 6-3            |
| 準優勝 | 20. | 2021年11月17日 | グアダラハラ         | ハード             | 謝淑薇                   | バルボラ・クレイチコバ カテリナ・シニアコバ                 | 3-6, 4-6                 |
| 優勝   | 21. | 2022年2月19日  | ドバイ               | ハード             | ベロニカ・クデルメトワ   | リュドミラ・キチェノク エレナ・オスタペンコ                 | 6–1, 6–3                 |
| 準優勝 | 22. | 2022年2月25日  | ドーハ               | ハード             | ベロニカ・クデルメトワ   | コリ・ガウフ ジェシカ・ペグラ                               | 6–3, 5–7, [5–10]         |
| 準優勝 | 23. | 2022年4月3日   | マイアミ             | ハード             | ベロニカ・クデルメトワ   | ラウラ・シグムント ベラ・ズボナレワ                         | 6–7(3–7), 5–7            |
| 準優勝 | 24. | 2022年6月11日  | スヘルトーヘンボス   | 芝                 | ベロニカ・クデルメトワ   | エレン・ペレス タマラ・ジダンシェク                         | 3–6, 7–5, [10–12]        |
| 準優勝 | 25. | 2022年6月19日  | バーミンガム         | 芝                 | 張帥                     | リュドミラ・キチェノク エレナ・オスタペンコ                 | 棄権                     |
| 準優勝 | 26. | 2022年7月10日  | ウィンブルドン       | 芝                 | 張帥                     | バルボラ・クレイチコバ カテリナ・シニアコバ                 | 2–6, 4–6                 |
| 優勝   | 27. | 2022年11月7日  | フォートワース       | ハード             | ベロニカ・クデルメトワ   | バルボラ・クレイチコバ カテリナ・シニアコバ                 | 6–2, 4–6, [11–9]         |
| 優勝   | 28. | 2023年5月20日  | ローマ               | クレー             | ストーム・ハンター       | コリ・ガウフ ジェシカ・ペグラ                               | 6–4, 6–4                 |
| 準優勝 | 29. | 2023年7月16日  | ウィンブルドン       | 芝                 | ストーム・ハンター       | 謝淑薇 バルボラ・ストリコバ                                 | 5–7, 4–6                 |
| 優勝   | 30. | 2023年9月23日  | グアダラハラ         | ハード             | ストーム・ハンター       | ガブリエラ・ダブロウスキー エリン・ラウトリフ               | 3–6, 6–2, [10–4]         |
| 優勝   | 31. | 2024年1月28日  | 全豪オープン         | ハード             | 謝淑薇                   | リュドミラ・キチェノク エレナ・オスタペンコ                 | 6–1, 7–5                 |
| 優勝   | 32. | 2024年3月16日  | インディアンウェルズ | ハード             | 謝淑薇                   | ストーム・ハンター カテリナ・シニアコバ                     | 6–3, 6–4                 |
| 優勝   | 33. | 2024年6月23日  | バーミンガム         | 芝                 | 謝淑薇                   | 加藤未唯 張帥                                               | 6–1, 6–3                 |
| 準優勝 | 34. | 2025年5月4日   | マドリード           | クレー             | ベロニカ・クデルメトワ   | ソラナ・チルステア アンナ・カリンスカヤ                     | 7–6(12–10), 2–6, [10–12] |
| 準優勝 | 35. | 2025年5月18日  | ローマ               | クレー             | ベロニカ・クデルメトワ   | サラ・エラニ ジャスミン・パオリーニ                         | 4–6, 5–7                 |
| 優勝   | 36. | 2025年7月13日  | ウィンブルドン       | 芝                 | ベロニカ・クデルメトワ   | 謝淑薇 エレナ・オスタペンコ                                 | 3-6, 6-2, 6-4            |

## 4大大会優勝
- 全豪オープン 女子ダブルス：2勝（2021年、2024年）
- ウィンブルドン 女子ダブルス：2勝（2021年、2025年）
- 全米オープン 女子ダブルス：1勝（2019年）

## 4大大会シングルス成績
略語の説明
| W | F | SF | QF | #R | RR | Q# | LQ | A | Z# | PO | G | S | B | NMS | P | NH |

W=優勝, F=準優勝, SF=ベスト4, QF=ベスト8, #R=#回戦敗退, RR=ラウンドロビン敗退, Q#=予選#回戦敗退, LQ=予選敗退, A=大会不参加, Z#=デビスカップ/BJKカップ地域ゾーン, PO=デビスカップ/BJKカッププレーオフ, G=オリンピック金メダル, S=オリンピック銀メダル, B=オリンピック銅メダル, NMS=マスターズシリーズから降格, P=開催延期, NH=開催なし.
| 大会           | 2015 | 2016 | 2017 | 2018 | 2019 | 2020 | 2021 | 2022 | 2023 | 2024 | 2025 | 通算成績 |
| -------------- | ---- | ---- | ---- | ---- | ---- | ---- | ---- | ---- | ---- | ---- | ---- | -------- |
| 全豪オープン   | A    | LQ   | A    | SF   | 3R   | 4R   | 4R   | 4R   | 3R   | 2R   | 2R   | 20-8     |
| 全仏オープン   | A    | LQ   | 3R   | 4R   | 3R   | 3R   | 3R   | 4R   | 4R   | 3R   | 1R   | 19-9     |
| ウィンブルドン | LQ   | LQ   | 1R   | 3R   | 4R   | NH   | 3R   | 4R   | 2R   | 2R   | 4R   | 15-8     |
| 全米オープン   | LQ   | 1R   | 1R   | 4R   | QF   | QF   | 4R   | 1R   | 3R   | 4R   |      | 19–9     |